# Aracatu
Aracatu est une municipalité brésilienne de l'État de Bahia et la Microrégion de Brumado.